# Wyżyna Karlowarska
Wyżyna Karlowarska (czes. Karlovarská vrchovina) – makroregion w północno-zachodnich Czechach, część podprowincji Kraina Rudaw (czes. Krušnohorská subprovincie).

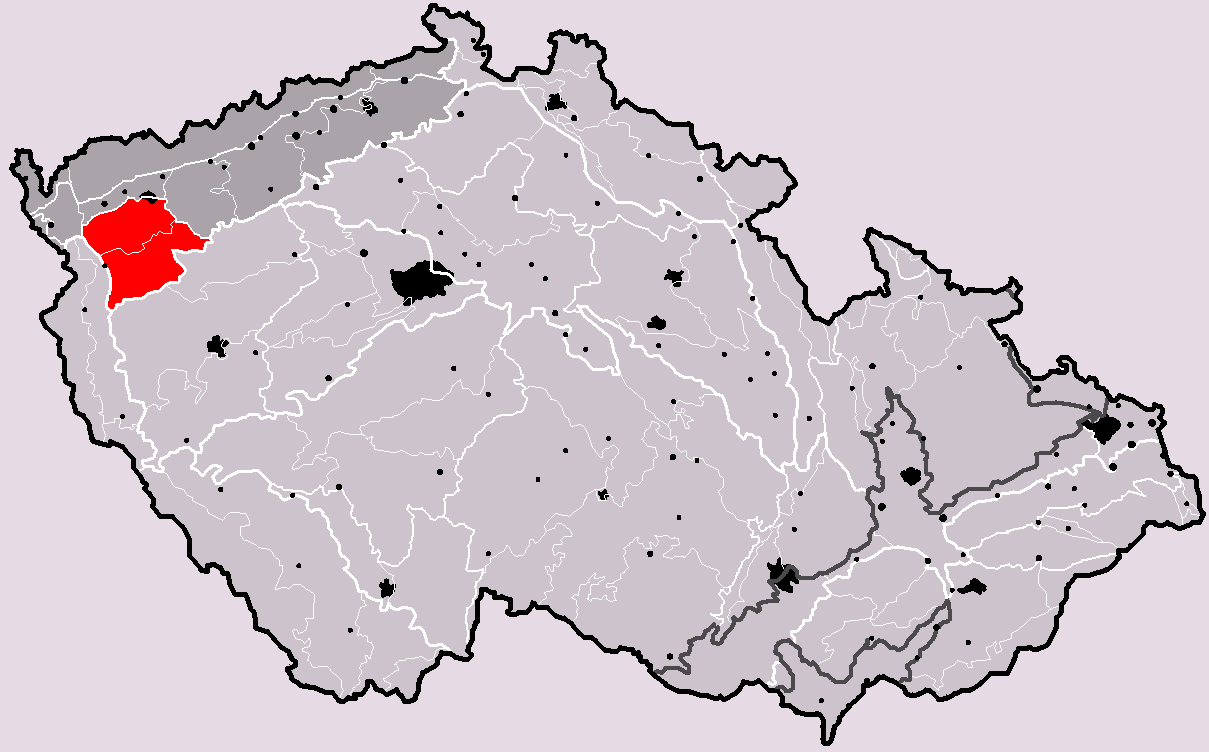
Położenie Wyżyny Karlowarskiej

Wyżyna Karlowarska leży między miejscowościami Kynšperk nad Ohří, Horní Slavkov i Karlovy Vary na północy, Mariánské Lázně i Planá na zachodzie, Bezdružice na południu i Žlutice na wschodzie.
Wyżyna Karlowarska graniczy od północy i północnego wschodu z Podgórzem Rudawskim (czes. Podkrušnohorská oblast), na południowym wschodzie i południu ze Wzgórzami Pilzneńskimi (czes. Plzeňská pahorkatina), i od zachodu z Lasem Czeskim (czes. Českoleská oblast).
Wyżyna Karlowarska ma powierzchnię ok. 1322 km².
Najwyższym wzniesieniem jest Lesný (983 m n.p.m.) w Sławkowskim Lesie (czes. Slavkovský les).
Podłoże zbudowane jest z granitów, amfibolitów oraz serpentynitów.
Administracyjnie leży w kraju karlowarskim, w zachodnich Czechach.
Wyżyna Karlowarska leży w dorzeczu Łaby. Północną część odwadniają Ochrza (czes. Ohře) i jej dopływy, przede wszystkim Teplá, a wschodnią część Mže i Střela, dopływy Berounki, która wpada do Wełtawy, dopływu Łaby.
Wyżyna Karlowarska dzieli się na dwie części, są to:
- Slavkovský les
- Tepelská vrchovina